# 克里斯蒂娜·加文霍尔特
克里斯蒂娜·加文霍尔特（Kristína Gavnholt，1988年9月12日—），本姓卢迪科娃（Ludíková），捷克女子羽毛球運動員。

## 簡歷
克里斯蒂娜·卢迪科娃受著父母的影響，約四、五時已開始在特倫欽內一家羽毛球俱樂部打球。2002年，當時只有14歲的她便首次參加國際賽事，出戰斯洛伐克羽毛球國際賽。
2008年，克里斯蒂娜·卢迪科娃代表捷克出戰北京奥运会羽毛球女子單打比賽，首圈以2比0（21-13、21-8）淘汰尼日利亞的對手晉級，但在次圈便以0比2（18-21、13-21）負於英國的特蕾西·哈勒姆出局。
2011年9月，克里斯蒂娜·加文霍尔特出戰捷克羽毛球國際賽，她在女單決賽擊敗印度的選手，贏得個人首項國際賽冠軍。2012年1月，她又出戰瑞典斯德哥爾摩羽毛球國際賽，期間接連擊敗多位種子選手晉級決賽，但最後以0比2不敵2號種子、法國的皮红艳，屈居亞軍。
2012年，克里斯蒂娜·加文霍尔特代表捷克出戰英國倫敦舉行的奥林匹克运动会羽毛球比賽女子單打項目，在小組賽階段先以0比2負於德國的朱利安·申克，後以2比0戰勝烏克蘭的拉里莎·格里加，最終以一勝一負的小組次名成績出局。
2013年8月，克里斯蒂娜·加文霍尔特參加中國廣州舉行的世界羽毛球錦標賽，出戰女子單打項目，在首圈就以1比2（21-18、15-21、17-21）負於西班牙的比阿特丽斯·科拉莱斯出局。
2014年8月，克里斯蒂娜·加文霍尔特參加丹麥哥本哈根舉行的世界羽毛球錦標賽，出戰女子單打項目。首圈以2-1力克美國選手杰米·苏班迪晉級，但在第二圈就以0比2（13-21、17-21）不敵頭號種子、中國的李雪芮出局。

## 主要比賽成績
只列出曾進入準決賽的國際賽事成績：
| 年份   | 賽事                       | 公開賽級別 | 項目     | 搭檔                 | 成績   |
| ------ | -------------------------- | ---------- | -------- | -------------------- | ------ |
| 2005年 | 歐洲青年羽毛球錦標賽       | 其他       | 女子雙打 | 奥尔佳·科农          | 準決賽 |
| 2007年 | 歐洲青年羽毛球錦標賽       | 其他       | 女子雙打 | 奥尔佳·科农          | 冠軍   |
| 2009年 | 芬蘭羽毛球公開賽           | 國際挑戰賽 | 女子單打 | －                   | 準決賽 |
| 2009年 | 澳洲羽毛球大獎賽           | 大獎賽     | 女子單打 | －                   | 準決賽 |
| 2009年 | 紐西蘭羽毛球大獎賽         | 大獎賽     | 女子雙打 | Nguyen Nhung Le Ngoc | 準決賽 |
| 2011年 | 捷克羽毛球國際賽           | 國際挑戰賽 | 女子單打 | －                   | 準決賽 |
| 2012年 | 瑞典斯德哥爾摩羽毛球國際賽 | 國際挑戰賽 | 女子單打 | －                   | 亞軍   |
| 2012年 | 比利時羽毛球國際賽         | 國際挑戰賽 | 女子單打 | －                   | 準決賽 |
| 2012年 | 捷克羽毛球國際賽           | 國際挑戰賽 | 女子單打 | －                   | 準決賽 |
| 2012年 | 荷蘭羽毛球大獎賽           | 大獎賽     | 女子單打 | －                   | 冠軍   |
| 2013年 | 奧地利羽毛球國際挑戰賽     | 國際挑戰賽 | 女子單打 | －                   | 準決賽 |
| 2013年 | 芬蘭羽毛球公開賽           | 國際挑戰賽 | 女子單打 | －                   | 準決賽 |
| 2013年 | 西班牙羽毛球公開賽         | 國際挑戰賽 | 女子單打 | －                   | 準決賽 |
| 2013年 | 倫敦羽毛球黃金大獎賽       | 黃金大獎賽 | 女子單打 | －                   | 準決賽 |
| 2013年 | 威爾斯羽毛球國際賽         | 國際挑戰賽 | 女子單打 | －                   | 準決賽 |
| 2015年 | 伊朗羽毛球國際挑戰賽       | 國際挑戰賽 | 女子單打 | －                   | 準決賽 |
| 2015年 | 拉各斯羽毛球國際挑戰賽     | 國際挑戰賽 | 女子單打 | －                   | 冠軍   |
| 2015年 | 俄羅斯羽毛球大獎賽         | 大獎賽     | 女子單打 | －                   | 冠軍   |
| 2015年 | 斯洛伐克羽毛球公開賽       | 未來系列賽 | 女子單打 | －                   | 冠軍   |
| 2015年 | 智利羽毛球國際挑戰賽       | 國際挑戰賽 | 女子單打 | －                   | 亞軍   |
| 2015年 | 巴西羽毛球大獎賽           | 大獎賽     | 女子單打 | －                   | 準決賽 |

| 2007-2017年 | 首要超級賽 | 超級賽 | 黃金大獎賽 | 大獎賽 | 國際挑戰賽 | 國際系列賽 | 未來系列賽 | 其他 |

| 2018-2026年 | 總決賽 | 超級1000賽 | 超級750賽 | 超級500賽 | 超級300賽 | 超級100賽 | 國際挑戰賽 | 國際系列賽 | 未來系列賽 | 其他 |

### 奧運會和世錦賽參賽紀錄
|          | 2007 | 2008 | 2009 | 2010 | 2011 | 2012       | 2013 | 2014 | 2015 | 2016       |
| -------- | ---- | ---- | ---- | ---- | ---- | ---------- | ---- | ---- | ---- | ---------- |
| 女子單打 | 64強 | 32強 | 64強 | 32強 | 48強 | 小組第二名 | 48強 | 48強 | －   | 小組第三名 |